# Masato Tokida
Masato Tokida (常田 克人 Tokida Masato?), född 27 november 1997 i Saitama prefektur, är en japansk fotbollsspelare.
Tokida började sin karriär 2016 i Vegalta Sendai.